# Dan Bălan
Dan Bâlan (født 6. februar 1979 i Chișinău) er en moldovisk sanger og sangskriver. Han er bedst kendt for at have været medlem af popgruppen O-Zone, der udover Bâlan bestod af Radu Sîrbu og Arsenie Todiraș. Gruppen er mest populær for singlen “Dragostea Din Tei", men har eksempelvis også haft succes med sangen “Despre tine”. O-Zone gik fra hinanden i 2005 og medlemmerne har sidenhen fokuseret på andre projekter.
Dan Bâlan er søn af diplomaten Mihai Balan.